# 馬場元治
馬場 元治（ばば もとはる、明治35年（1902年）12月21日 - 昭和43年（1968年）6月23日）は、昭和時代の政治家、弁護士。自由民主党の衆議院議員で建設大臣を務めた。正三位勲一等瑞宝章。長崎県南高来郡南串山村出身（現雲仙市）。旧制長崎中学、第五高等学校、東京帝国大学法学部卒。三男は英国在住の俳優、トーゴ イガワ。

## 経歴
- 1919年　長崎中学校4年終了
- 1922年　第五高等学校 (旧制)を卒業
- 1925年　東京帝国大学法学部卒業。高等文官試験司法科合格。弁護士となる。
- 1930年　長崎市議会議員
- 1931年　長崎県議会議員
- 1936年　第19回衆議院議員総選挙に長崎1区から無所属で立候補、国政初当選(33歳)
- 1944年　小磯内閣で厚生参与官
- 1945年8月9日　長崎に原爆投下、被害状況を目の当たりにする
- 1946年　公職追放
- 1951年　公職追放解除
- 1952年　第25回衆議院議員総選挙に自由党から立候補、国政に復帰、自由党総務、衆議院外務委員
- 1953年　衆議院通商産業委員
- 1954年　衆議院法務委員長
- 1955年　第3次鳩山内閣で建設大臣
- 1956年　首都圏整備委員会委員長
- 1957年　自由民主党相談役、建設委員
- 1968年6月23日　死去　南串山町名誉町民